# Skagway

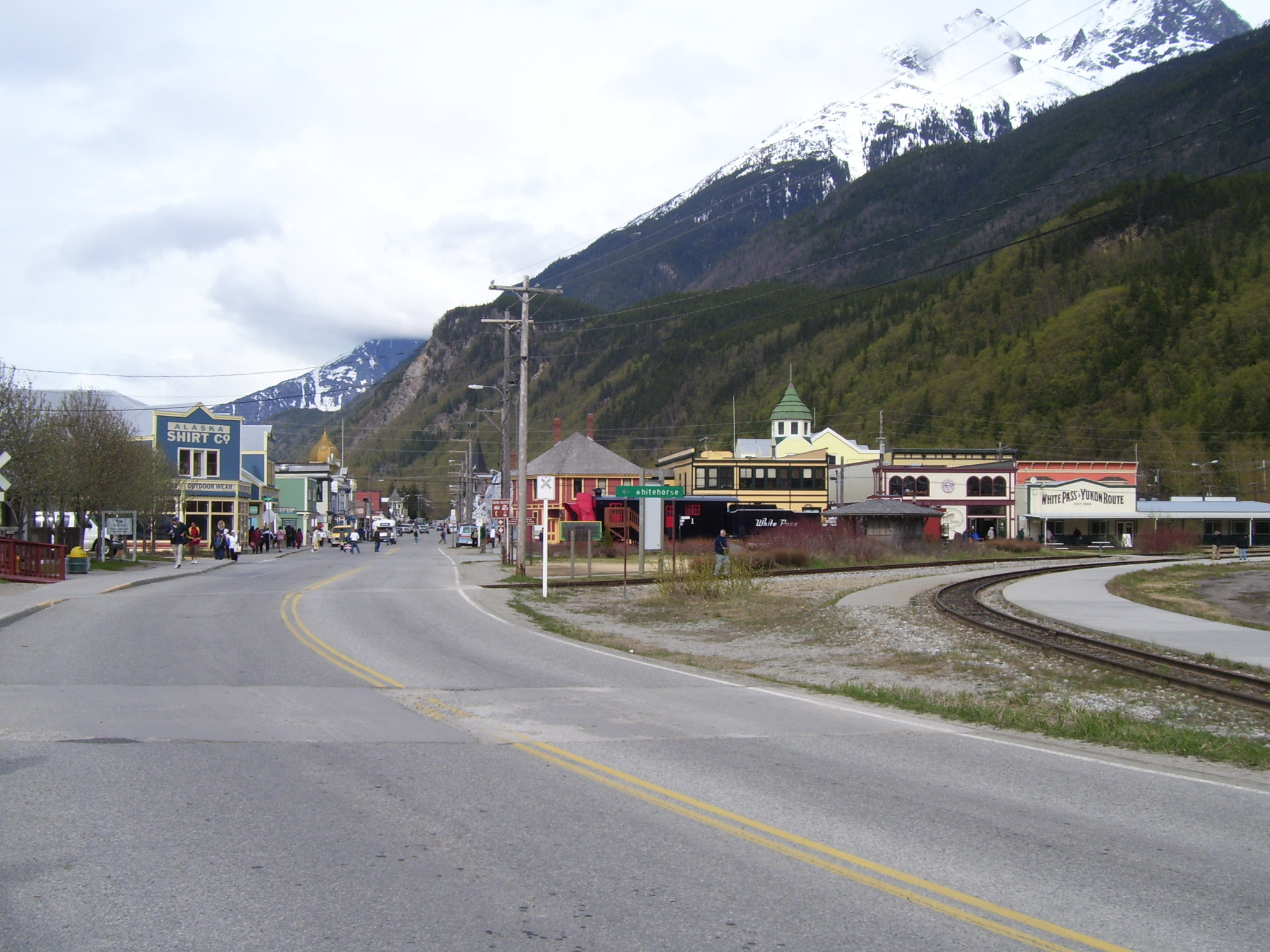
Skagway

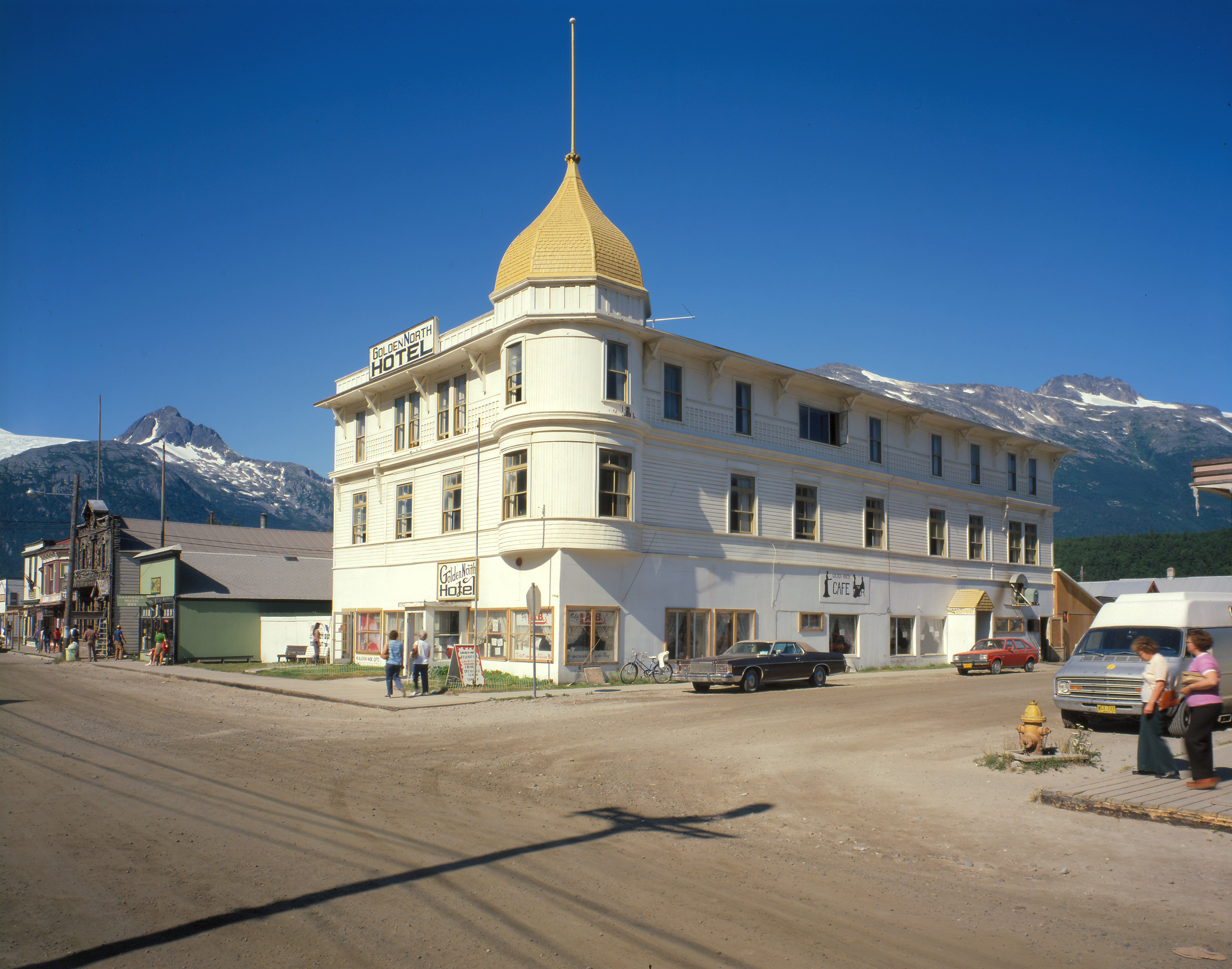
Golden North Hotel, Skagway

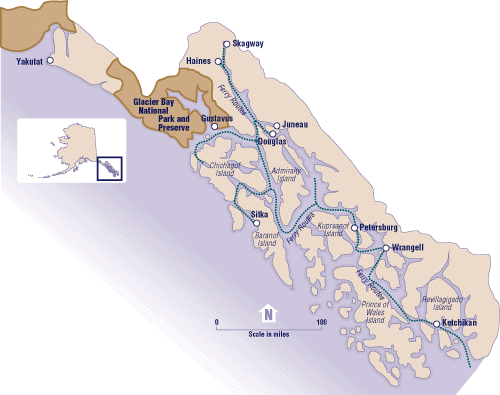
Scheepvaartroutes

Skagway is een plaats in Alaska, VS. De plaats werd gebouwd in 1897, tijdens de Klondike Goldrush. De plaats is bekend als plaats waar de goudzoekers aan land gingen, van criminelen en als startpunt van de White Pass & Yukon Route. De plaats wordt voornamelijk bezocht door toeristen, die vanaf cruiseschepen komen. Hierop is de plaats ook geheel op ingesteld. Zo is het de derde cruisehaven van Alaska.

## Demografie
Bij de volkstelling in 2000 werd het aantal inwoners vastgesteld op 862.
In 2006 is het aantal inwoners door het United States Census Bureau geschat op 832, een daling van 30 (3,5%).

## Geografie
Volgens het United States Census Bureau beslaat de plaats een oppervlakte van 1202,6 km², waarvan 1171,8 km² land en 30,8 km² water.
De plaats ligt bij het noordelijk uiteinde van de Taiya Inlet, een inham van het Lynn Canal.

## Plaatsen in de nabije omgeving
De onderstaande figuur toont nabijgelegen plaatsen in een straal van 44 km rond Skagway.

## Voetnoten
1. ↑  (en)  U.S. Census Bureau. Census 2000 Summary File 1
2. ↑  (en)  U.S. Census Bureau. Population estimates (July 2006)